# 第3回ローザンヌ世界宣教会議
第3回ローザンヌ世界宣教会議（だい3かい ローザンヌせかいでんどうこくさいかいぎ、The Third International Congress on World Evangelization）、第3回ローザンヌ世界宣教会議（だいさんかいローザンヌせかいせんきょうかいぎ）とは、2010年10月16日から10月25日にかけて南アフリカ共和国ケープタウン開催された宣教会議。世界中から福音主義者が集まって開かれる福音派の会議である。
第1回のローザンヌ世界伝道国際会議は1974年にスイスのローザンヌで開催され、ローザンヌ世界宣教運動が生まれた。第2回世界伝道国際会議はフィリピン マニラでの開催である。
中華人民共和国の政府非公認の地下教会（家の教会）のクリスチャン200人が招待されたが、中国政府によって出国を禁じられ、パスポートを没収された。
エキュメニカル派は共産党政府公認の三自愛国教会と交わり、福音派は家の教会と交わっている。